# Alberto Pla y Rubio
Alberto Pla y Rubio (Villanueva de Castellón, Valencia, 1867-Barcelona, 1937) fue un pintor español de estilo impresionista cercano al luminismo valenciano y Sorolla, cuya temática pictórica se cataloga entre el realismo social y el costumbrismo.

## Biografía

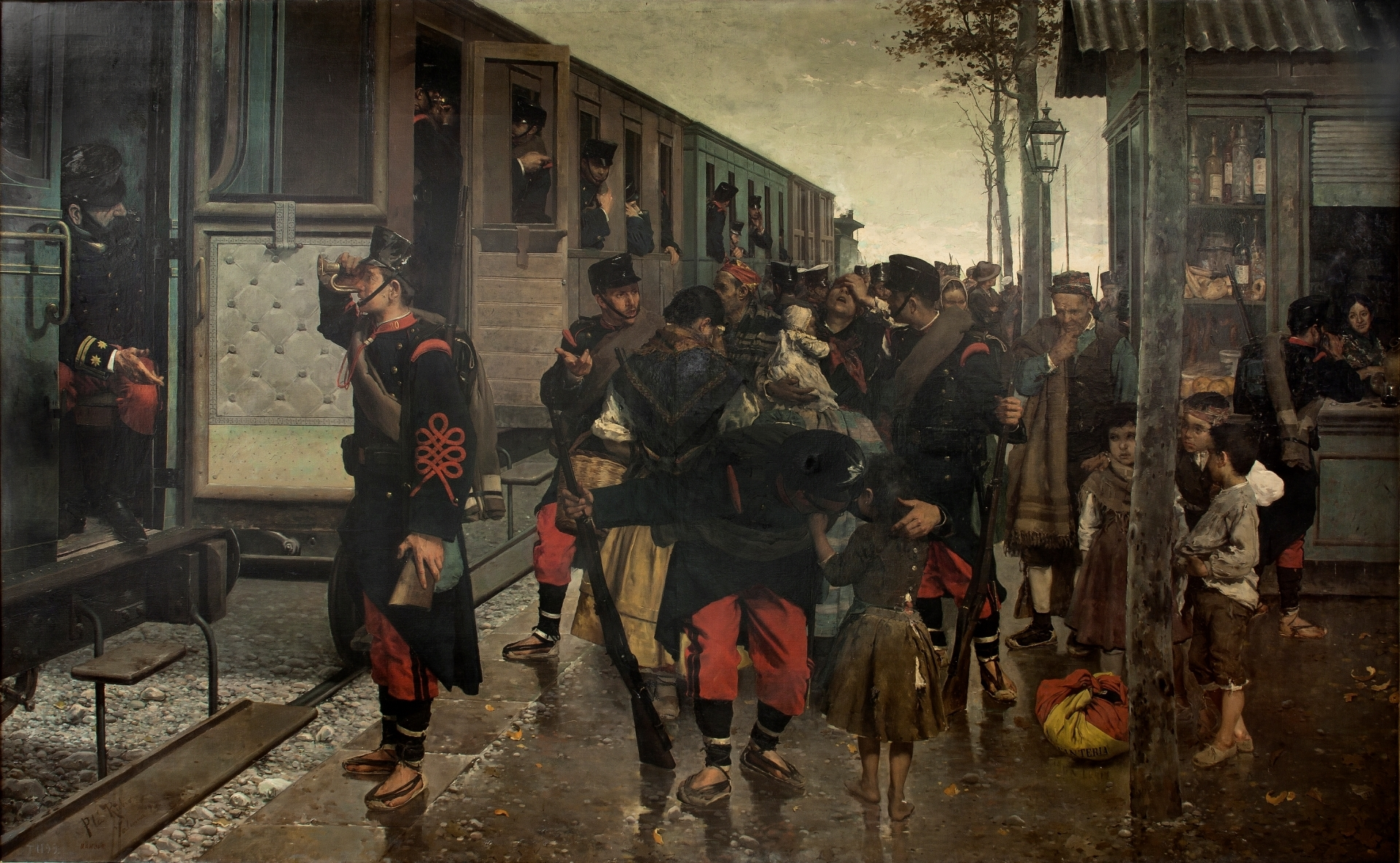
¡A la guerra! (1895), de Pla y Rubio.

Nació en Villanueva de Castellón, Valencia. Fue formado pictóricamente en la Real Academia de Bellas Artes de San Fernando de Madrid con Alejandro Ferrant y Fischermans y en la de San Carlos de Valencia con Ignacio Pinazo Camarlench. Tras un periodo inicial con obra anecdotista y de historia, evolucionó hacia un estilo filo-impresionista en el marco del luminismo levantino.
A lo largo de su vida, obtuvo primera medalla en la Exposición Nacional de 1895 por el lienzo titulado ¡A la guerra! (propiedad del Museo del Prado, depositado en el ayuntamiento de Alcalá de Henares) y mención de primera medalla en la edición de 1901, mismo galardón con el que fue premiado en la Exposición General de Bellas Artes de 1899 celebrada en Barcelona y en la de Múnich de 1913; asimismo, obtuvo segunda medalla en el Salón de París de 1901. Fue profesor de las Academias de Bellas Artes de Valencia y Cádiz, así como de la Escuela de la Lonja de Barcelona.
En 2006, su cuadro Cosecha de la naranja se vendió en Christie's por
16.800 dólares (USD).